# Saul Nanni
Saul Nanni, född 4 februari 1999 i Bologna, är en italiensk skådespelare.
Nanni har bland annat medverkat i filmerna Brado och Love & Gelato. Han har även medverkat i TV-serien Leoparden.

## Filmografi (i urval)
- 2022 – Brado
- 2022 – Love & Gelato
- 2024 – Supersex (TV-serie)
- 2024 – Leoparden (TV-serie)